# Batavia (Surinam)
Batavia – dawna osada (leprozorium) w dystrykcie Saramacca, w północnej części Surinamu. 
Na początku XIX wieku Batavia była posterunkiem wojskowym, powstałym w celu wyłapywania zbiegłych niewolników. W 1824 roku utworzono tutaj miejsce izolacji dla chorych na trąd. Na terenie osady założono katolicki kościół oraz cmentarz, wybudowano także lecznicę, dom lekarza oraz dom kierownika, chorzy byli zmuszeni do mieszkania w prowizorycznych schronieniach. Jedną z osób pracujących w leprozorium był Piotr Donders. 
W 1824 roku z Voorburga przywieziono tu pierwszych trędowatych, leprozorium funkcjonowało do 1897 roku, kiedy założono nowe leprozorium w Groot Chatillon. Następnie wszystkie zabudowania spalono. 
Na przełomie 2000 i 2001 roku odbudowano zabudowania osady. Odbudowane zabudowania są centrum pielgrzymkowym oraz atrakcją turystyczną.